# カンゾウタケ科
カンゾウタケ科は、真正担子菌綱、ハラタケ目の菌類。分類されるきのこは多くない。最も有名なものはカンゾウタケ。
以前はヒダナシタケ目に含まれるとされていたが、現在の分子系統研究ではハラタケ目に分類されている 。

## 参照
1. ↑  Binder M, Hibbett DS, Larsson KH, Larsson E, Langer E, Langer G. (2005). The phylogenetic distribution of resupinate forms across the major clades of mushroom-forming fungi (Homobasidiomycetes). Syst. Biodiv. 3:113-157.